# Colorado State Highway 3
Der Colorado State Highway 3 (kurz CO 3) ist ein in Nord-Süd-Richtung verlaufender State Highway im US-Bundesstaat Colorado.
Der State Highway bildet einen Zubringer der Stadt Durango zu den U.S. Highways 160 und 550.

## Verlauf
Der CO 3 beginnt südöstlich von Durango an der Trasse der U.S. Highways 160 und 550 und verläuft anschließend parallel zu ihnen im Tal des Animas Rivers in nördlicher Richtung. Er erreicht die Stadt in der 8th Avenue und führt in der Santa Rita Drive zurück zur Trasse der U.S. Highways.

## Geschichte
Die Umgehung der U.S. Highways 160 und 550 wurde im Jahr 1982 fertiggestellt und ihre alte Trasse bis zum Ortseingang von Durango wurde zum Colorado State Highway 3 heruntergestuft. Die zweite Verbindung auf dem Santa Rita Drive zurück zu den U.S. Highways wurde 2002 eröffnet.